# فوبیا (اصطلاح پزشکی)
ترس شدید یا بیمارگونه که در روان‌شناسی به هَراس یا فوبیا (به انگلیسی: phobia) شهرت دارد که عبارت است از نوعی بیمارگونه و پایدار از ترس در فرد که باعث اختلال در زندگی روزمرۀ وی می‌شود. برخلاف ترس معمولی که واکنشی زودگذر و طبیعی به یک عامل خطرناک خارجی است، هراس بیشتر ترس از قرار گرفتن در یک موقعیت خطرناک است مانند ترس از پرواز یا ماشین‌سواری. در برخی موارد، فرد هرگز در تماس با چیزی که از آن می‌ترسد نبوده‌است.
هراس، ترس نامعقول و شدید از یک موضوع، یک موقعیت یا یک شیء است. در واقع با اینکه فرد می‌داند ترسش نامعقول است ولی توانایی کنترل آن را ندارد و اگر در معرض آنچه که از آن «هراس» دارد، قرار بگیرد موجی از اضطراب، ترس شدید و حتی وحشت‌زدگی بر او چیره می‌شود و این تجربه چنان برایش ناخوشایند است که سعی می‌کند همیشه از آن مورد «هراس‌آور» دوری کند. در میان اختلال اضطراب، «هراس‌ها» از همه شایع ترند. سالانه ۷٫۸ ٪ از بزرگ‌سالان آمریکایی از یکی از انواع هراس‌زدگی رنج می‌برند و هراس‌های بیمارگونه، شایع‌ترین اختلال روانشناختی در میان زنان و دومین اختلال شایع در میان مردان سنین بالای ۱۵ سال است.
ترس یک واکنش طبیعی بشر هنگام مواجهه با خطر است که هدف محافظتی دارد. هنگام مواجهه با خطر، دستگاه عصبی سمپاتیک با ترشح آدرنالین آمادگی «مبارزه یا فرار» را ایجاد می‌سازد. آدرنالین موجب افزایش ضربان قلب و جریان خون در ماهیچه‌های بدن می‌شود و در نتیجه فرد می‌تواند در شرایط اضطراری بهتر واکنش نشان دهد. همچنین میزان قند خون نیز بالا می‌رود. در چنین شرایطی، جسم آماده عمل است. پس در موقعیت‌های خطرناک، ترس، طبیعی و حتی مفید است. اما هراس، ترس بیمارگونه‌ای است که به شدت مبالغه‌آمیز و حتی توهمی است.

## دسته‌بندی
بیش از هشتاد گونه هراس وجود دارد که برخی بسیار کمیابند مانند هراس از سرخس! یا هراس از عدد ۸ یا هراس از پکیج (آبگرمکن دیواری) که پکیجوفوبیا نامگذاری می‌شود. ولی به‌طور کلی هراس‌زدگی‌ها را می‌توان به سه دسته تقسیم کرد.
1. هراس‌های ویژه (مانند ترس از جانوران، ترس از زخم، هراس موقعیتی مانند ترس از مکان‌های بسته و ارتفاع، ترس از بلاهای طبیعی مانند زمین‌لرزه)
2. جمع‌هراسی
3. بازارهراسی

برخی از هراس‌ها در جنس خاصی یا در سن خاصی شایع‌تر اند، برای نمونه هراس از جانوران در زنان شایع‌تر است و هراس بیماری در سنین میانسالی شایع‌تر است.

## علت
علت واقعی این اختلال ناشناخته‌است. علت احتمالی آن عبارتست از یک واکنش یادگرفته شده (ساخته شده در ذهن) مثلاً ناشی از تماس با فرد دیگری دارای ترس مشابه، یا داشتن تجربه یک ترس اولیه که همراه با یک شیئی یا موقعیت خاص بوده‌است.
یکی از عللی که می‌تواند عامل هراس باشد، تجربه‌ای در دوران کودکی است. ترسی که در ضمیر ناهشیار شخص پنهان است.

## درمان
درمان با داروهای ضداضطراب مانند بنزودیازپین‌ها، بتا بلاکرها، SSRIs و مهارکننده‌های مونو آمینو اکسیداز (MAOIs)، سایر داروها مانند بوسپیرون، روان‌درمانی، زنده‌درمانی است. روان‌درمانی به یکی از چهار شیوۀ حساسیت‌زدایی منظم، غرقه‌سازی، سرمشق‌گیری و تنش کاربردی انجام می‌گیرد. همچنین می‌توان از نوروفیدبک و بیوفیدبک نیز در درمان غیردارویی هراس به عنوان روش مکمل دارودرمانی یا در موارد مقاوم به درمان‌ دارویی استفاده کرد.

## نمونه‌هایی از هراس

#### آگروفوبیا یا برزن‌هراسی (Agoraphobia)
ترس شدید از حضور در فضاهای باز یا پرجمعیت را آگروفوبیا می‌گویند. افرادی که از این فوبیا رنج می‌برند معمولاً از خانه خارج نمی‌شوند.

#### هراس از عدد ۱۳ (Triskaidekaphobia)
خرافات تا به امروز جزو جدایی‌ناپذیر زندگی بشر بوده‌اند. کسانی که دچار این گونه هراس هستند از دوران کودکی تحت تأثیر القاهای این چنینی از عدد ۱۳ می‌ترسند. این افراد اگر نفر سیزدهم صف باشند یا شمارۀ ۱۳ در فهرست نام‌ها باشند، هراس شدیدی وجود آنان را فرا می‌گیرد.

#### دکمه‌هراسی (Koumpounophobia)
این گونه افراد از لباس‌های دکمه‌دار دوری می‌کنند و نمی‌توانند به لباس دکمه‌دار افراد دیگر نگاه کنند. در غیر این‌صورت دچار حملات فوبیا می‌شوند.

#### اردک‌هراسی (Anatidaephobia)
آیا تا به حال احساس کرده‌اید یک اردک گوشه‌ای از اتاق نشسته و شما را نگاه می‌کند؟ این حسی ست که به افراد اردک‌هراس دست داده و آنان را آزار می‌هد. در این بیماری شما حس می‌کنید که یک اردک همه‌جا به دنبال شما می‌آید و شما را نگاه می‌کند و به شما چیره می‌شود.

#### هراس از ترن هوایی (Coasterphobia)
این افراد حتی با دیدن عکس ترن هوایی رنگشان می‌پرد، عرق می‌کنند و به‌سرعت از آنجا دور می‌شوند. استرسی که قبل از سوار شدن به ترن هوایی تجربه می‌کنید ارتباطی با این هراس ندارد و طبیعی است. تفاوت ترس‌های طبیعی با هراس در شدت واکنش است.

#### زامبی‌هراسی (Kinemortophobia)
افرادی که دچار زامبی‌هراسی اند از این‌ که هر لحظه مورد حملهٔ یک زامبی قرار گرفته و تبدیل به یکی از آنان شوند ترس دارند. دیدن فیلم‌های ژانر ترسناک با کاراکتر زامبی ممکن است این هراس را در کودکان ایجاد کند.

#### فناوری‌هراسی (Technophobia)
این افراد از اینکه گوشی همراه داشته باشند متنفرند و حتی نمی‌توانند جایی قرار بگیرند که افراد گوشی دستشان است. این هراس توسط فرهنگ‌های سنتی القا می‌شود.